# Martin Provost

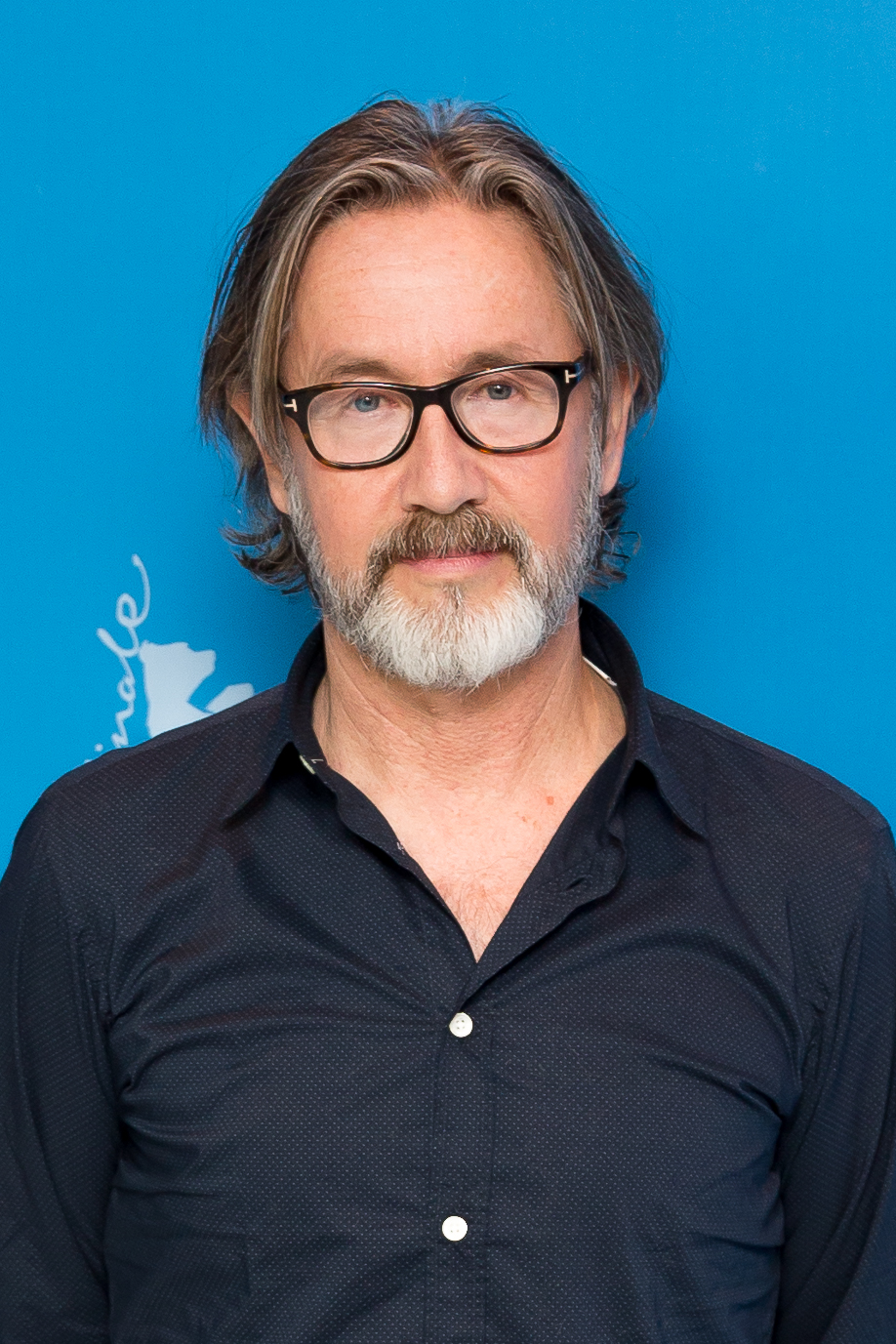
Martin Provost auf der Berlinale 2017

Martin Provost (* 13. Mai 1957 in Brest) ist ein französischer Schauspieler, Drehbuchautor und Filmregisseur. International bekannt wurde er durch seine mit sieben Césars ausgezeichnete Filmbiographie Séraphine.

## Leben
Zunächst trat Provost seit 1972 als Schauspieler in Erscheinung. Bis Ende der 1980er Jahre war in rund 20 Produktionen zu sehen, überwiegend in Fernsehserien. Beginnend mit dem Kurzfilm Cocon aus dem Jahr 1992 wandte er sich der Regie und dem Drehbuchschreiben zu. Als Schauspieler war er nur noch 2002 in 20, avenue Parmentier zu sehen.
Sein neuester Film, die Künstlerbiografie Bonnard, Pierre et Marthe (2023) wurde in die offizielle Auswahl des 76. Filmfestivals von Cannes aufgenommen.

## Filmografie (Auswahl)

### Als Regisseur
- 1992: Cocon (Kurzfilm)
- 1997: Tortilla y cinema
- 2003: Juliette und ihr Bauch (Le ventre de Juliette)
- 2008: Séraphine
- 2011: Où va la nuit
- 2013: Violette
- 2017: Ein Kuss von Béatrice (Sage femme)
- 2020: Die perfekte Ehefrau (La bonne épouse)
- 2023: Die Bonnards – Malen und lieben (Bonnard, Pierre et Marthe)

### Als Schauspieler
- 1976: Nea – Ein Mädchen entdeckt die Liebe (Néa)
- 1978: Der Querkopf (La zizanie)
- 1988: Die Fälle des Monsieur Cabrol (Les cinq dernières minutes) (Fernsehserie, 1 Folge)
- 1988: Alice
- 1989: Pentimento
- 2002: 20, avenue Parmentier